# Riksgränsen
Riksgränsen is een klein dorp binnen de gemeente Kiruna dat in de lente veel meer inwoners heeft dan in de rest van het jaar (ongeveer 40 in 2006). Het ligt in een van de populairste wintersportgebieden (34 pistes) van Zweden, tevens het meest noordelijke wintersportgebied van dat land. Het dorp is gelegen aan het meer Vassijaure. Het kreeg zijn bekendheid door enige acties tijdens de Tweede Wereldoorlog toen mensen uit het Noorse verzet naar het neutrale Zweden probeerden te vluchten; Zweden liet toen oogluikend toe dat ook Duitsers de grens overstaken en dat nemen de Noren de Zweden nog steeds kwalijk.
Riksgränsen is al sinds 1902 bereikbaar per trein; het ligt aan de Ertsspoorlijn, tussen Kiruna en Narvik. Later volgde de Europese weg 10, die aangelegd is op het werkpad naast de spoorlijn. De naam verwijst naar de grens tussen Zweden en Noorwegen. Aan de Noorse kant van de grens ligt Bjørnfjell.

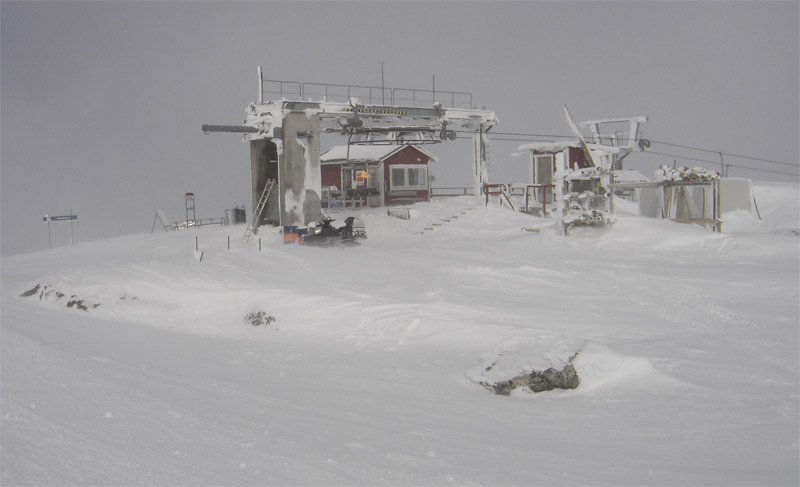
skigebied Riksgränsen